# 梅森浩一
梅森 浩一（うめもり こういち、1958年 - ）は、日本のビジネス書の執筆者。

## 略歴
仙台市生まれ。青山学院大学経営学部卒業後、三井デュポン・フロロケミカルに入社。1988年チェース・マンハッタン銀行に転職。
1993年、35歳でケミカル銀行東京支店の日本統轄人事部長に就任。2003-2008年の間多くのビジネス書を書いた。

## 著書
- 『「クビ!」論。』朝日新聞社 2003　のち文庫
- 『チャンピオンを探せ! 実力主義時代の成功法則』講談社 2004
- 『「査定!」論。 公正な「実力主義」に基づく「終身雇用制度」を目指せ!』PHPエディターズ・グループ 2004
- 『ボスと上司 「プロ」サラリーパーソンvs.「アマ」サラリーマン』2004 ちくま新書
- 『人生を「リセット!」する方法 新しい自分に出会うための本』中央公論新社 2004
- 『「サラリー」論。 給料のしくみと所得倍増の法則』小学館 2004
- 『残業しない技術』扶桑社 2004
- 『出世しない技術』扶桑社 2004
- 『面接力』2004 文春新書
- 『だから女性に嫌われる』2005 PHP新書
- 『転職したいヤツに欲しい人材はいない』光文社 2005
- 『超絶!シゴト術』マガジンハウス 2005
- 『ゼロからはじめる人脈術』海竜社 2005
- 『成功する人の『13ヶ月』予定術。』マガジンハウス 2005
- 『結婚する技術』ディスカヴァー・トゥエンティワン 2005
- 『抜擢の法則 上に評価される社員はどこが違うのか』祥伝社 2005
- 『成果主義時代のリーダーになれる人なれない人』アイビーシーパブリッシング 2005
- 『成功する人の整理術』幻冬舎 2005
- 『人に教えたくない出世する人の口癖』幻冬舎 2005
- 『「はぐらかし」の技術』日本経済新聞社 2006
- 『「採用したい!」と言わせる技術』大和書房 2006
- 『成功する会社の「女性力」』ソフトバンククリエイティブ 2006
- 『「モテる男」の日本語 ビジネスでも合コンでも使える18の最強フレーズ』宝島社 2006
- 『転職塾。 採用のプロが本音で教える』日本経済新聞社 2006
- 『朝、会社に行きたくなる技術 人事のプロが教えるストレス・マネジメント』日本実業出版社 2006
- 『上司を演じる技術 誰も教えてくれない超実践的リーダー心得』かんき出版 2006
- 『チャンス!をつかむ法則 「人事の超プロ」だから発見できた「夢を実現できる人、できない人」のちょっとした違い』イースト・プレス 2006
- 『定年まで逃げ切る英語術 元・外資系人事部長が教える勉強法』東洋経済新報社 2006
- 『20代のカンドコロ 「勝ち組サラリーマン」になるための』PHP研究所 2006
- 『出世したけりゃ、距離をとれ』グラフ社 2007
- 『知りたいことを聞き出す技術 なかなか聞けないことばかり』中経出版 2007　『ド忘れした相手の名前を聞き出す法』2008 (中経の文庫)
- 『35歳までに「成功」する技術。 デキる部下が実践している上司操縦法』ビジネス社 2007
- 『ビジネス英語「最低限の常識」 これだけは押さえておきたい「現場の英語」入門編』IBCパブリッシング 2007
- 『91%の社員は「ムダ!」である』講談社 2008

共著
- 『「叱り方」入門 「職場の困った人」叱り分けガイド 解決!「嫌われる、反発される」悩み』梅森浩一 ほか著 プレジデント社 2005

翻訳
- BJ.ギャラガー, スティーブ・ベンチュラ 著『ノーの中からイエス!を探せ ネガティブな人と戦うためのガイドブック』ダイヤモンド社 2007